# Osowiec
Osowiec [pronunciación en polaco: /ɔˈsɔvjɛt͡s/] es un pueblo ubicado en el distrito administrativo de Gmina Orchowo, dentro del Distrito de Słupca, Voivodato de Gran Polonia, en el oeste de Polonia central. Se encuentra aproximadamente a 5 kilómetros al sureste de Orchowo, a 24 kilómetros al noreste de Słupca, y a 78 kilómetros al este de la capital regional Poznan.
El pueblo tiene una población de 372 habitantes.